# 北湖街道 (武汉市)
北湖街道是中华人民共和国湖北省武汉市江汉区下辖的一个街道办事处。

## 行政区划
北湖街道下辖以下村级行政区划单位：
德望社区、建设社区、正街社区、环保社区、横堤社区和妙三社区。